# 吕不韦
吕不韦（？—前235年），姜姓，呂氏。中国战国时代政治人物，衛國濮阳（今河南濮阳南）人，初為大商人，後來成為秦相，封文信侯，在秦為相十三年。廣招門客以「兼儒墨，合名法」為思想中心，合力編撰《呂氏春秋》，有系統性的提出自己的政治主張，後為先秦雜家代表人物之一。
执政时曾攻取周、赵、卫的土地，立三川、太原、东郡，对秦王政兼并六国的事业有重大贡献。后因嫪毐集团叛乱事受牵连，被免除相邦职务，出居河南封地。不久，秦王政下令將其流放至蜀（今四川），不韋憂懼交加，于是在三川郡（今河南洛陽）自鸩而亡。

## 生平
吕不韦生年不詳。呂不韋为卫国濮阳人，在韩国陽翟经商，因“低買高賣”而“家累千金”。
呂不韋在趙國都城邯鄲經商時，結識在趙國當人質的秦國公子嬴異人（秦莊襄王），呂不韋認為「奇貨可居」，決定投資嬴異人，又將趙姬送給嬴異人，生下一子嬴政，並資助嬴異人返秦。為了讓異人將來可以登上王位，他拿出五百金送給異人，作為日常生活和交結賓客之用；呂不韋又用另外五百金購買奇珍異寶，然後親自帶去秦國，以討好太子安國君和其夫人華陽夫人（見《史記·呂不韋列傳》）。華陽夫人膝下無子，呂不韋透過其弟與其姊說服華陽夫人收異人為義子，華陽夫人再說服安國君立異人為子嗣，如此可使華陽夫人避免在年老色衰下失寵。華陽夫人接受了這個說法，並親自接見異人。因華陽夫人是楚國人，呂不韋採取「鄉情攻勢」，事先教異人穿楚服，說楚語，加上異人本身應對得體，華陽夫人果然大為感動，令異人改名「子楚」，收為義子；又說服安國君立子楚為子嗣。如此一來異人變為安國君之嫡子，其在秦國的地位得到了很大的提昇。
秦昭襄王五十六年（前251年），秦昭襄王嬴稷崩，太子安國君繼位，為秦孝文王，立一年而卒，儲君嬴子楚繼位，即秦莊襄王。

### 拜相封侯

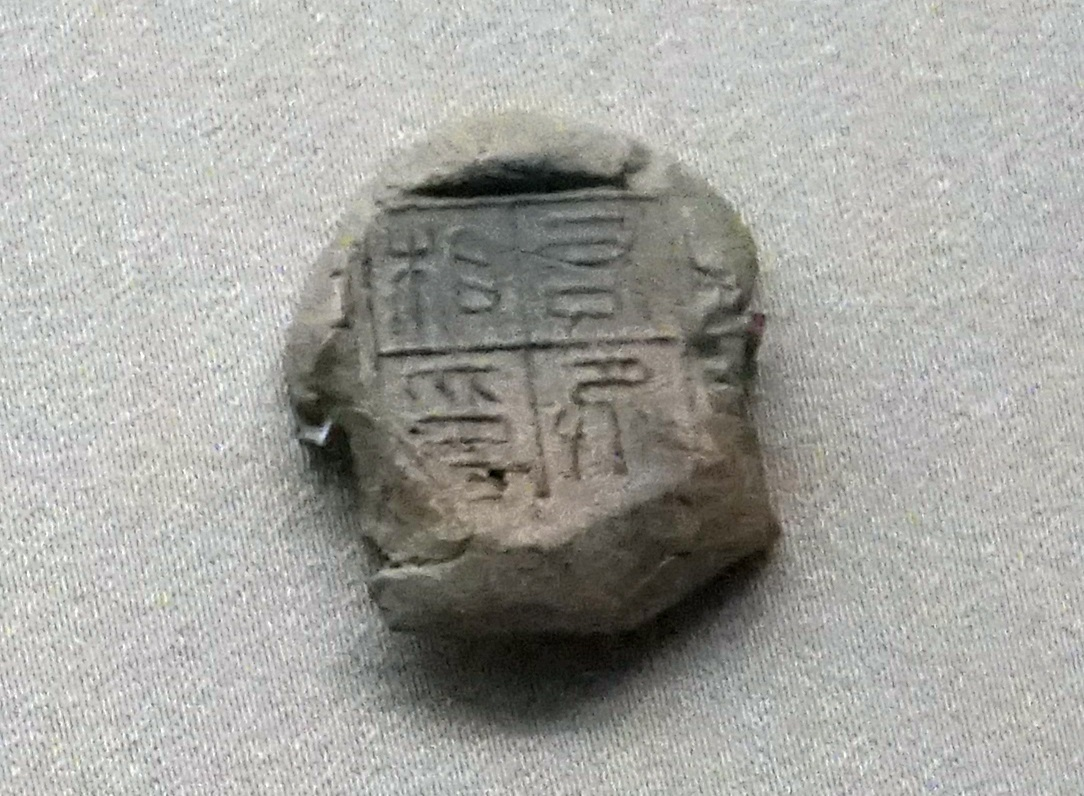
"右丞相印"封泥

秦莊襄王元年（前249年），秦莊襄王以不韋為相邦，封文信侯，食邑河南洛陽十萬戶。同年，东周君与诸侯谋秦，吕不韦奉命诛杀东周君，灭东周国。
秦莊襄王三年（前247年），秦莊襄王病故，嬴政繼位，即後之秦始皇。嬴政年方十三歲，尊呂不韋為「仲父」。
呂不韋執政後，推行下列政策：開疆拓土，奪取韓趙魏大量城池，使秦國成功分割東方六國為南北部分，為統一戰爭的勝利奠定基礎。廣納人才，呂不韋廣招門客，為秦國蓄積大量人才。加強基礎建設，興建鄭國渠等水利工程，促進秦國農業生產。推行文化建設，招攬門客編寫呂氏春秋，並公布於咸陽門市以彰顯其權威性。
呂不韋常與太后私通，後因恐祸及己，竟找到一個陽具巨大的男子嫪毐，偽成宦官進宮侍奉太后，且甚得太后專寵，太后與嫪毐生下二子。
秦王政十年（前237年），秦王政發現太后與呂、嫪姦情，不但有私生子，更傳出秦王政也是為呂不韋之子。秦王政下令调查，嫪毐作乱，秦王政派吕不韦、昌平君、昌文君将其平定诛杀，再毒殺母親趙氏與嫪的私生子，並軟禁母親趙氏。

### 流放
嫪毐叛亂牵连吕不韦，秦王政打算誅殺呂不韋，但呂不韋畢竟令秦王政父親得以登上秦王之位，有擁立之功，而且有眾多呂不韋門客求情，於是打消了判處呂不韋死刑的念頭。秦王政十年（前237年）十月，秦王政以失職為名罷免吕不韦的相國职务，並把呂不韋放逐到其領地。
不過一年過後，吕不韦仍然名聲顯赫，有不少來自各诸侯国的宾客使者，專程拜訪呂不韋。秦王政惟恐呂不韋叛乱，在秦王政十二年（前235年）向他賜下一封敕書，大致內容如下：
呂不韋一家被發配蜀地，想到秦王政不會放過自己，惟有飲鴆自殺，遺體被其食客偷偷安葬在洛邑北邙山。
秦王政对于呂不韋的舊部，與參加呂不韋葬禮的賓客，採取下列措施：
- 對於出身自六國[註 3]的呂不韋門客，一律驅逐出境。
- 對於俸禄在六百石以上的秦國官員、參加呂不韋葬禮者，即剝奪其官爵，流放至房陵[註 4]。
- 對於俸祿在五百石以下的秦國官員、沒參加呂不韋葬禮者，亦流放至房陵，但不剝奪其爵位[註 5]。

## 呂氏春秋
呂不韋生前“招致天下遊士”，有鑑如荀況及其學生，都喜歡著书立说以名揚天下，吕不韦因而授意他的食客編撰《呂氏春秋》，寫成八覽、六論、十二紀，共二十萬言。書成之後，呂不韋自覺《呂氏春秋》已經包含了天地万物古往今来的事理，因此對該書充滿信心，并将它公布在咸阳城门，上面悬挂着一千金的赏金，遍请诸侯各国的游士宾客。呂不韋聲言若有人能對《呂氏春秋》增删一字的話，賞千金，竟無人改之，此即「一字千金」之由來。

## 影視文化
- 亞洲電視劇集秦始皇，由王偉飾演呂不韋，1986年
- 香港電視劇集尋秦記，由郭峰飾演呂不韋，2001年
- 由周曉文執導的電視劇《乱世英雄呂不韋》，由張鐵林飾演呂不韋，2001年
- 由李惠民執導的電視劇《荆轲传奇》，由張鐵林飾演呂不韋，2004年
- 由李惠民執導的電視劇《宰相小甘罗》，由吕良伟飾演呂不韋，2002年
- 李達超執導的《皓鑭傳》，由聶遠飾演呂不韋，2018年
- 由延艺执导的《大秦赋》，由段奕宏饰演吕不韦，2020年

## 影視作品
| 年份   | 劇名               | 導演   | 演員   | 剧中姓名 | 註解 |
| 2004年 | 電視劇《荊軻傳奇》 | 李惠民 | 張鐵林 | 呂不韋   |      |
| 2019年 | 電視劇《皓鑭傳》   | 李達超 | 聶遠   | 呂不韋   |      |
| 2020年 | 電視劇《大秦賦》   | 延藝   | 段奕宏 | 呂不韋   |      |

## 動畫 漫畫
- 《天子傳奇2秦皇篇》
- 《王者天下》

## 延伸阅读
[在维基数据编辑]
 在维基文库阅读此作者作品（ 在维基共享资源阅览影像）
 《史記/卷085》，出自司馬遷《史記》
 《賜文信侯書》